# کجه (فردوس)
روستای کجه، روستایی است در دهستان خانکوک از توابع بخش مرکزی شهرستان فردوس. 
این روستا، بر اساس سرشماری سال ۱۳۹۵، ۳۶۱ نفر جمعیت داشته که نسبت به سرشماری ۱۰ سال قبل (۳۴۳ نفر در سال ۱۳۸۵)، رشد سالانه حدود ۰٫۵ درصد داشته‌است.

## موقعیت
روستای کجه در فاصله ۴۵ کیلومتری غرب شهر فردوس واقع شده‌است. مردمش شیعه بوده و به گویش تونی می‌کنند.